# Ionel Augustin
Ionel "Oneață" Augustin (* 11. Oktober 1955 in Bukarest) ist ein ehemaliger rumänischer Fußballspieler und derzeitiger -trainer. Er absolvierte 383 Spiele in der höchsten rumänischen Fußballliga, der Divizia A. Außerdem nahm er an der Fußball-Europameisterschaft 1984 teil.

## Spielerkarriere

### Verein
Augustin begann im Alter von zehn Jahren mit dem Fußballspielen bei Dinamo Bukarest. Nachdem er alle Jugendmannschaften durchlaufen hatte, rückte er 1974 in die erste Mannschaft auf. Am 23. April 1975 gab er beim Sieg gegen Chimia Râmnicu Vâlcea seinen Einstand in der höchsten rumänischen Fußballliga, der Divizia A. Bereits in seiner ersten Spielzeit gewann Augustin mit Dinamo die Meisterschaft. Da er aber auch in der darauffolgenden Saison nur ein Mal in der Rückrunde zum Einsatz kam, wechselte er zum Ligakonkurrenten Jiul Petroșani, um Spielpraxis zu sammeln.
Im Jahr 1977 kehrte Augustin zu Dinamo zurück und schaffte den Sprung zum Stammspieler. Mit Dinamo konnte er in den Jahren 1982, 1983 und 1984 erneut die Meisterschaft erringen. Im Jahr 1984 gelang ihm mit dem Erreichen des Halbfinales im Europapokal der Landesmeister sein größter Erfolg auf internationaler Ebene, im selben Jahr belegte er hinter Marcel Coraș den zweiten Platz der rumänischen Torschützenliste.
In der Winterpause der Saison 1985/86 wechselte Augustin zum Ligakonkurrenten AS Victoria Bukarest, der aus der zweiten Mannschaft von Dinamo hervorgegangen war. Hier gehörte Augustin zu jenen Spielern, mit denen der Verein mit zwei dritten Plätzen in den Spielzeiten 1986/87 und 1987/88 die größten Erfolge seiner Geschichte erreichte, bevor er ein Jahr später auf Grund zahlreicher Spielmanipulationen zwangsaufgelöst wurde. Augustin hatte Victoria jedoch bereits 1988 verlassen und war zu Rapid Bukarest gewechselt, das er in der Winterpause aber bereits wieder verließ. Er schloss sich Chimia Râmnicu Vâlcea an, das in der Divizia B um den Aufstieg kämpfte und nur dabei knapp scheiterte. Im Jahr 1989 zog er zu dem Zweitligisten Unirea Slobozia, wo er 1990 seine Karriere beendete. In 33 Europapokalspielen brachte er es auf 10 Tore.

### Nationalmannschaft
Augustin bestritt insgesamt 34 Spiele für die rumänische Fußballnationalmannschaft, erzielte aber lediglich drei Tore. Sein Debüt gab er am 13. Dezember 1978 gegen Griechenland. Lediglich unter Nationaltrainer Mircea Lucescu war Augustin in den Jahren 1982 und 1983 Stammspieler, kam ansonsten über gelegentliche Einsätze nicht hinaus. Lucescu nominierte ihn für die Fußball-Europameisterschaft 1984 in Frankreich, wo er im Spiel gegen Portugal für Rodion Cămătaru eingewechselt wurde. Des Weiteren absolvierte Augustin 8 Länderspiele ohne Torerfolg für die rumänische U21-Nationalmannschaft.

## Trainerkarriere
Augustin wurde nach seiner aktiven Laufbahn bei Dinamo Bukarest als Jugendtrainer eingestellt. Von November 1995 bis Februar 1996 war er kurze Zeit Interimstrainer der ersten Mannschaft in der Divizia A. Nachdem er einige der rumänischen Jugendnationalmannschaften betreut hatte, übernahm er ab 1997 für viereinhalb Jahre den Zweitligisten AFC Câmpulung Muscel, mit dem er einige bemerkenswerte Platzierungen erreichte, bevor der Verein 2004 in die Divizia C abstieg und anschließend aufgelöst wurde. Augustin hatte den Verein jedoch vorher schon in Richtung Dacia Unirea Brăila verlassen und war nach einer starken Rückrunde 2002/03 in der Divizia B von dort im Sommer 2003 zu Gloria Buzău gewechselt. Bei Gloria kündigte er jedoch nach nur drei Monaten im Oktober 2003 und es folgte ein neuerliches Intermezzo bei Dinamo Bukarest als Jugendtrainer. Anschließend übernahm er im Juli 2004 den Trainerposten bei Unirea Focșani und kehrte 2005 zur rumänischen U17-Nationalmannschaft als Co-Trainer von Marian Bucurescu zurück. Im Sommer 2006 wurde er Trainer bei Juventus Colentina Bukarest in der Liga III, wo er nach dem in den Playoffs verpassten Aufstieg Anfang Juli 2007 entlassen wurde. Am 30. August 2007 wechselte er zu dem Neuaufsteiger CSM Focșani in die Liga II. Dort kündigte er allerdings am 7. Dezember 2007 nach dreimonatiger Tätigkeit, um am 18. Dezember 2007 einen Vertrag als Co-Trainer bei der in der Liga II spielenden zweiten Mannschaft von Dinamo Bukarest zu unterschreiben, nachdem Cornel Țălnar dort zum Cheftrainer der ersten Mannschaft befördert worden war.
Im Sommer 2009 kehrte Augustin in die Liga III zu Juventus Colentina Bukarest zurück. Es gelang ihm, den Verein zum Ende der Hinrunde an die Spitze der dritten Staffel zu führen. Am 17. Januar 2010 verließ er den Verein aus persönlichen Gründen und kehrte zu Dinamo II Bukarest in die Liga II zurück.
Anfang Juli 2010 übernahm Augustin das Zweitligateam von Minerul Lupeni. Nach sechs Spieltagen zog sich der Verein im Oktober 2010 aus der Meisterschaft zurück und löste sich auf. Augustin kündigte daraufhin an, in den Trainerstab von Dinamo Bukarest zurückzukehren, heuerte jedoch stattdessen im November 2010 in der Liga III bei dem Elftplatzierten der zweiten Staffel, Phoenix Ulmu, an. Zwei Monate später, im Januar 2011, wechselte er zum CS Buftea, der nach der Hinrunde den neunten Platz in der dritten Staffel der Liga III belegt hatte. Ab Juli 2011 trainierte er den Drittligisten Viitorul Chirnogi, nachdem dieser sich zum vierten Mal das Startrecht in dieser Spielklasse erkaufen durfte. Anfang Januar 2012 löste Augustin seinen Vertrag in Chirnogi auf und überließ das Traineramt seinem bisherigen Assistenten Adrian Cristea.

## Erfolge als Spieler
- EM-Teilnehmer: 1984
- Rumänischer Meister: 1975, 1982, 1983, 1984
- Rumänischer Pokalsieger: 1984
- Halbfinale im Europapokal der Pokalsieger: 1984